# Iron Deep
Iron Deep je vysokohorská propasťovitá jeskyně, nacházející se v pohoří Maganik v Černé Hoře. Její význam ze sportovního hlediska tkví ve faktu, že se jedná o první (a zatím jedinou) jeskyni, objevenou českými speleology, která překonává hloubku jednoho kilometru. Vstupní propast se nachází pod severovýchodními stěnami Trešteni vrchu ve výšce 1767 m v těžko přístupném a nepřehledném terénu. Vývěrovou oblast zde tvoří kaňon Mrtvice, vzdálený nejkratší čarou asi 2 km, přilehlá dolina s osadou Mrtvo Duboko a nejníže položený vývěr Jame, nalézající se ve výšce 300 m n. m.
Jeskyně byla prozkoumána do dosavadních rozměrů poměrně rychle během tří expedic a to za účasti nevelkého počtu lidí. Vchod byl nalezen v půli expedice 2011 a během ní byla jeskyně objevena těsně pod hranici 500 m. V dalším roce, za pomoci bivaku na konci první vertikální části (-350 m od vchodu), provedli suchožlebští jeskyňáři a jejich kolegové objevný sestup až na kótu -1027 m a následující rok již přinesl další postupy v hloubkách kolem 1100 m.
Dá se říct, že jeskyně Iron Deep se svojí zmapovanou délkou 3360 m a hloubkou 1162 m (55. na světě podle dostupných žebříčků) je poměrně zajímavou a rozmanitou jeskyní. Na její utváření má vliv jak tektonika ve směru jihozápad – severovýchod, tak i tektonika, která je nejvíce znatelná na povrchu a na které je vytvořen i vlastní mrtvický kaňon a to severozápad – jihovýchod, projevující se ve vzniku hlubokých vertikál a přímých horizontů a tmavé, hůře rozpustné vápencové vrstvy, nacházející se v hloubkách od cca 300 do 450 m způsobují vznik dlouhých meandrů téměř beze spádu.
Perspektiv je v současné době mnoho. Vedle tří směrů v nejhlubší části jeskyně a to ke kaňonu, souběžně s ním, směrem na Mrtvo Duboko a nejníže položený vývěr Jame a do nitra masívu se nabízí nová větev s aktivním tokem v meandrech Kajícníků. Z dosavadního průběhu se dá usuzovat, že tento tok poteče svojí vlastní cestou, aniž by se napojil do již objevených částí.